# 輝け!青春
『輝け!青春』（かがやけ せいしゅん）は、1989年4月から2001年9月までミヤギテレビで放送されていたドキュメンタリー番組。
テーマは高校の部活動（運動部）であり、毎週宮城県内にある高校のひとつの部に密着していた。

## 放送時間
- 日曜 22:30 - 22:50 （1989年4月 - 1991年3月）
- 月に1回、55分放送 （放送時間は不明、1991年4月 - 1991年9月）
- 日曜 17:00 - 17:20 （1991年10月 - 2001年9月）

| ミヤギテレビ 日曜22時台後半枠 | ミヤギテレビ 日曜22時台後半枠 | ミヤギテレビ 日曜22時台後半枠      |
| 前番組                        | 番組名                        | 次番組                             |
| ----------------------------- | ----------------------------- | ---------------------------------- |
| 不明                          | 輝け!青春                     | モット!モット!TV （22:30 - 23:26） |
| ミヤギテレビ 日曜17時台前半枠 |                               |                                    |
| 不明                          | 輝け!青春                     | 不明                               |